# Nils-Erik Molin
Nils-Erik Molin född 1939 är professor emeritus i fysik (experimentell mekanik), som var verksam på Luleå tekniska universitet.
Molin erhöll sin doktorsexamen på Kungliga Tekniska Högskolan 1970. Titeln på doktorsavhandlingen var "On Fringe formation in hologram inferometry and vibration analysis of stringed musical intruments".
Molin har varit verksam på Luleå tekniska universitet sedan början av 70-talet som universitetslektor, sedermera professor inom "Experimental Mechanics".
Molins forskning var främst inom "optical metrology to measure mechanical and acousical quantities".